# Villa Carlotta

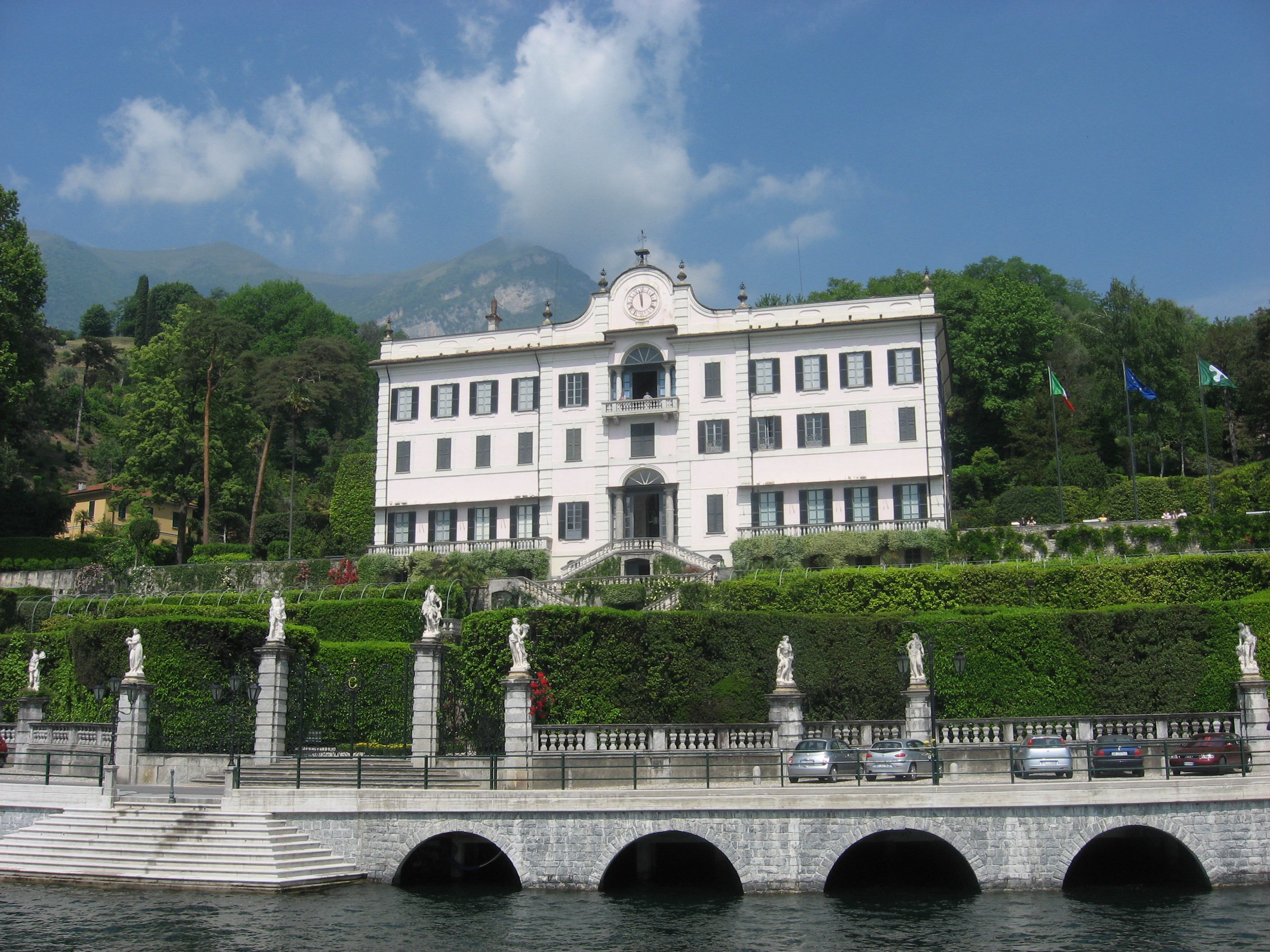
Villa Carlotta.

A Villa Carlotta é um palácio e um museu da Itália, localizado nas margens do Lago Como, em Tremezzo.
Foi construída para o marquês Giorgio Clerici em 1690. Em 1801 a villa foi comprada por Giambattista Sommariva, político e patrono das artes, que a transformou em um verdadeiro museu, e fazendo amplas reformas nos jardins. Em 1843 a villa foi comprada pela princesa Marianna da Prússia e dada de presente de casamento para sua filha Charlotte, Duquesa de Saxe-Meiningen, que lhe deu o nome atual. Entre as peças mais importantes de sua coleção estão obras de Antonio Canova e Bertel Thorvaldsen.